# 德化假毛蕨
德化假毛蕨（学名：Pseudocyclosorus dehuaensis），为金星蕨科假毛蕨属下的一个种。

## 扩展阅读
維基物種上的相關：德化假毛蕨